# 科林斯鎮區 (明尼蘇達州麥克萊德縣)
科林斯鎮區（英語：Collins Township）是位於美國明尼蘇達州麥克萊德縣的一個行政鎮區。

## 地方資料
科林斯鎮區的面積為92.21平方千米，當中陸地面積為88.75平方千米，而水域面積為3.46平方千米。根據2020年美國人口普查的數據，當地共有人口436人，而人口密度為每平方千米4.73人。